# Ariel Augusto Nogueira
Ariel Augusto Nogueira, conegut com a Ariel, (Petrópolis, 22 de febrer de 1910 - 1 d'agost de 2005 fou un jugador de futbol brasiler de les dècades de 1920 i 1930.

## Trajectòria
Ariel inicià la seva carrera a l'Hellenico Athletico Club el 1927. A continuació fitxà pel Petropolitano, i el 1929 ingressà al Botafogo, club on assolí els seus majors èxits. Guanyà el campionat carioca els anys 1930, 1932, 1933 i 1934. Disputà 20 partits amb la selecció del Brasil i participà en el Mundial de 1934.